# Nati nel 1955/Luglio
| Questa pagina contiene informazioni ricavate automaticamente dalle voci biografiche con l'ausilio del template Bio e di un bot. L'aggiornamento è periodico e automatico e ricostruisce completamente la pagina. Se manca una persona in questa lista, sei pregato di non aggiungerla, ma accertati piuttosto che la sua voce biografica contenga il template Bio e che i dati anagrafici siano correttamente compilati. Se il template Bio manca, inseriscilo tu stesso o, in alternativa, metti l'avviso {{tmp\|Bio}} che ne segnala la mancanza. Se i dati riportati sono sbagliati, correggi direttamente la voce biografica; le modifiche saranno visibili in questa lista entro pochi giorni. Per chiarimenti vedi il progetto biografie. La lista contiene solo le 237 persone che sono citate nell'enciclopedia e per le quali è stato implementato correttamente il template Bio. Pagina aggiornata al 18 ago 2025. |

- 1º luglio - Sanma Akashiya, comico, conduttore televisivo e attore giapponese
- 1º luglio - Marco Ciatti, storico dell'arte e funzionario italiano († 2024)
- 1º luglio - Augusto De Luca, fotografo italiano
- 1º luglio - Nikolaj Anatol'evič Demidenko, pianista russo
- 1º luglio - Christian Estrosi, ex pilota motociclistico e politico francese
- 1º luglio - Li Keqiang, politico cinese († 2023)
- 1º luglio - Candia McWilliam, scrittrice scozzese
- 1º luglio - Vladimir Petrović, allenatore di calcio e ex calciatore serbo
- 1º luglio - Emma Pomilio, scrittrice italiana
- 1º luglio - Mike Rossman, ex pugile statunitense
- 1º luglio - Luciano Sampaoli, compositore e regista italiano
- 1º luglio - Lisa Scottoline, avvocato e scrittrice statunitense
- 1º luglio - Alberto Segalini, politico italiano
- 1º luglio - Gerardo Tristano, compositore italiano
- 2 luglio - Cláudio Adão, allenatore di calcio e ex calciatore brasiliano
- 2 luglio - Andrew Divoff, attore venezuelano
- 2 luglio - Chau Giang, giocatore di poker vietnamita
- 2 luglio - Luis Granda, ex calciatore ecuadoriano
- 2 luglio - Ernst Haspinger, ex slittinista italiano
- 2 luglio - Julio Monteiro Martins, scrittore brasiliano († 2014)
- 2 luglio - Giuseppe Pisauro, economista italiano
- 2 luglio - Stephen Walt, politologo statunitense
- 3 luglio - Bruce Altman, attore statunitense
- 3 luglio - Pierluigi Battista, giornalista, scrittore e opinionista italiano
- 3 luglio - Marc Bonilla, chitarrista e compositore statunitense
- 3 luglio - Jesse Corti, attore e doppiatore venezuelano
- 3 luglio - Glenn Grothman, politico statunitense
- 3 luglio - Marco Lucchesi, regista teatrale italiano
- 3 luglio - Irina Moiseeva, ex danzatrice su ghiaccio russa
- 3 luglio - Benjamin D. Santer, climatologo statunitense
- 3 luglio - Walter Veltroni, politico, giornalista e scrittore italiano
- 4 luglio - Antonietta Baistrocchi, cestista italiana († 1994)
- 4 luglio - Geoff Crompton, cestista statunitense († 2002)
- 4 luglio - Graeme Crosby, pilota motociclistico neozelandese
- 4 luglio - Leif Högström, ex schermidore svedese
- 4 luglio - Gianfranco Lazzer, ex velocista italiano
- 4 luglio - Kevin Nichols, ex pistard australiano
- 4 luglio - Maurizio Zipponi, politico e sindacalista italiano
- 5 luglio - Sebastian Barry, drammaturgo, scrittore e poeta irlandese
- 5 luglio - Mia Couto, scrittore e biologo mozambicano
- 5 luglio - Riccardo Garosci, politico italiano
- 5 luglio - Peter McNamara, tennista e allenatore di tennis australiano († 2019)
- 5 luglio - Loretta Napoleoni, saggista e giornalista italiana
- 6 luglio - Raúl Isaías Baduel, generale e politico venezuelano († 2021)
- 6 luglio - Michael Boyd, regista teatrale e direttore artistico britannico († 2023)
- 6 luglio - Edoardo Contini, mafioso italiano
- 6 luglio - Carlos Alberto Felippsen, allenatore di calcio a 5 e ex giocatore di calcio a 5 brasiliano
- 6 luglio - Sherif Ismail, politico e ingegnere egiziano († 2023)
- 6 luglio - Mekkawi Said, scrittore egiziano († 2017)
- 6 luglio - George Telfer, ex calciatore inglese
- 6 luglio - Johan Vande Lanotte, politico belga
- 6 luglio - Giorgio van Straten, scrittore, traduttore e direttore artistico italiano
- 7 luglio - Paul Bahoken, ex calciatore camerunese
- 7 luglio - Alexander Bernstein, educatore e insegnante statunitense († 2025)
- 7 luglio - Svetlana Broz, medico e giornalista bosniaca († 2025)
- 7 luglio - Ivan Budinčević, ex calciatore jugoslavo
- 7 luglio - Martin Edwards, scrittore britannico
- 7 luglio - Eduardo García Belda, allenatore di calcio a 5 e ex giocatore di calcio a 5 spagnolo
- 7 luglio - Sergej Petrenko, allenatore di calcio e ex calciatore sovietico
- 7 luglio - Rolf Saxon, attore statunitense
- 7 luglio - John Twomey, ex atleta paralimpico, velista e tennistavolista irlandese
- 8 luglio - Derek Addison, ex calciatore scozzese
- 8 luglio - Lena Endre, attrice svedese
- 8 luglio - Douglas Flint, banchiere scozzese
- 8 luglio - Alison Fraser, attrice e cantante statunitense
- 8 luglio - Larry Huras, allenatore di hockey su ghiaccio e ex hockeista su ghiaccio canadese
- 8 luglio - Susan Price, scrittrice britannica
- 8 luglio - Donatella Rettore, cantautrice e attrice italiana
- 9 luglio - Herb Abrams, annunciatore televisivo e dirigente d'azienda statunitense († 1996)
- 9 luglio - Lisa Banes, attrice statunitense († 2021)
- 9 luglio - Steve Coppell, ex calciatore e allenatore di calcio inglese
- 9 luglio - Lindsey Graham, politico e militare statunitense
- 9 luglio - Werner Obschernikat, ex pallanuotista tedesco
- 9 luglio - Torsten Pettersson, poeta e scrittore finlandese
- 9 luglio - Paolo Priori, pilota motociclistico italiano
- 9 luglio - Enzo Rivellini, politico italiano
- 9 luglio - Sandro Ruotolo, giornalista e politico italiano
- 9 luglio - Jimmy Smits, attore statunitense
- 10 luglio - Britt-Marie Andersson, ex cestista svedese
- 10 luglio - Johan Jozef Bonny, vescovo cattolico belga
- 10 luglio - Dan Newhouse, politico statunitense
- 10 luglio - Laurent Pernot, grecista francese
- 10 luglio - Héctor Puebla, ex calciatore cileno
- 10 luglio - Enzo Romeo, politico italiano
- 10 luglio - Gary Stich, ex cestista e allenatore di pallacanestro statunitense
- 10 luglio - Francesco Straullu, poliziotto italiano († 1981)
- 10 luglio - Mario Zucca, attore, doppiatore e direttore del doppiaggio italiano
- 11 luglio - Michail Chrjukin, ex nuotatore sovietico
- 11 luglio - Roberto Coviello, baritono italiano († 2024)
- 11 luglio - Paul Alois Lakra, vescovo cattolico indiano († 2021)
- 11 luglio - Geremia Mancini, sindacalista italiano
- 11 luglio - Adi Roche, attivista irlandese
- 11 luglio - Sim Soo-bong, cantautrice e attrice sudcoreana
- 12 luglio - Günter Benkö, ex arbitro di calcio austriaco
- 12 luglio - Leonardo Domenici, politico italiano
- 12 luglio - Timothy Garton Ash, saggista e giornalista britannico
- 12 luglio - Margaret A. Hamburg, politica e medico statunitense
- 12 luglio - Eligio Martínez, calciatore paraguaiano († 2024)
- 12 luglio - Klaus Karl Mehrkens, artista tedesco
- 12 luglio - Bambi Woods, attrice pornografica statunitense
- 13 luglio - Jack Babashoff, ex nuotatore statunitense
- 13 luglio - Pedro Camus, ex calciatore spagnolo
- 13 luglio - Mark Mendoza, bassista statunitense
- 13 luglio - Mark Murphy, ex giocatore di football americano e dirigente sportivo statunitense
- 13 luglio - Manuel Padilla Jr., attore statunitense († 2008)
- 13 luglio - Mauro Prosperi, pentatleta e ultramaratoneta italiano
- 13 luglio - Christian Tramitz, attore, comico e doppiatore tedesco
- 13 luglio - Chris White, sassofonista e flautista britannico
- 14 luglio - Michael Hennig, sollevatore tedesco
- 14 luglio - Gregory Lawler, matematico statunitense
- 14 luglio - Sándor Puhl, arbitro di calcio ungherese († 2021)
- 15 luglio - John H. Cox, politico e imprenditore statunitense
- 15 luglio - Maciej Dejczer, regista cinematografico, sceneggiatore e regista televisivo polacco
- 15 luglio - Franc Knez, alpinista sloveno († 2017)
- 15 luglio - Jouko Lindstedt, linguista e esperantista finlandese
- 15 luglio - Richard Priestman, ex arciere britannico
- 15 luglio - Mara Scagni, politica italiana
- 15 luglio - Dževad Šećerbegović, ex calciatore jugoslavo
- 15 luglio - Santiago Jaime Silva Retamales, vescovo cattolico cileno
- 15 luglio - Richard Washington, ex cestista statunitense
- 16 luglio - Armando Aliaga, ex arbitro di calcio boliviano
- 16 luglio - Massimo Bernardini, giornalista, conduttore televisivo e autore televisivo italiano
- 16 luglio - Ivan Bilský, calciatore cecoslovacco († 2016)
- 16 luglio - Kike Elomaa, politica e ex culturista finlandese
- 16 luglio - Zohar Argov, cantante israeliano († 1987)
- 16 luglio - Michel Pansard, vescovo cattolico francese
- 16 luglio - Simone Aparecida Bighetti, ex cestista brasiliana
- 16 luglio - Annie Whitehead, trombonista britannica
- 17 luglio - Claudio Barbaro, politico e dirigente sportivo italiano
- 17 luglio - Giorgio Corbelli, imprenditore e dirigente sportivo italiano
- 17 luglio - Gu Yong-jo, pugile nordcoreano († 2001)
- 17 luglio - Francesca Marciano, scrittrice, sceneggiatrice e attrice italiana
- 17 luglio - Jomo Sono, dirigente sportivo, allenatore di calcio e ex calciatore sudafricano
- 17 luglio - Paul Stamets, micologo e saggista statunitense
- 17 luglio - Fei Yu Ching, cantante e compositore taiwanese
- 18 luglio - Terry Chambers, batterista britannico
- 18 luglio - Odile Decq, architetta francese
- 18 luglio - Andra Veidemann, politica, storica e etnografa estone
- 18 luglio - Bernd Fasching, pittore e scultore austriaco († 2021)
- 18 luglio - Michael Mancuso, mafioso statunitense
- 18 luglio - Jean-Marie Mate Musivi Mupendawatu, presbitero della Repubblica Democratica del Congo
- 18 luglio - Andrea Parodi, cantante e produttore discografico italiano († 2006)
- 18 luglio - Teresa Ann Savoy, attrice britannica († 2017)
- 19 luglio - John B. T. Campbell III, politico statunitense
- 19 luglio - Donatello Dubini, regista svizzero († 2011)
- 19 luglio - Kiyoshi Kurosawa, regista, sceneggiatore e critico cinematografico giapponese
- 19 luglio - Dalton McGuinty, politico e avvocato canadese
- 19 luglio - Kym Ruddell, ex tennista australiana
- 19 luglio - Magda Angela Zanoni, politica italiana
- 20 luglio - Maria Teresa Armosino, politica italiana
- 20 luglio - Cristina Mazza, sassofonista italiana
- 20 luglio - Egidio Miragoli, vescovo cattolico italiano
- 20 luglio - Dan Monahan, attore statunitense
- 20 luglio - Thomas N'Kono, dirigente sportivo, allenatore di calcio e ex calciatore camerunese
- 20 luglio - Jan Stirling, ex cestista e allenatrice di pallacanestro australiana
- 21 luglio - Marcelo Bielsa, allenatore di calcio e ex calciatore argentino
- 21 luglio - Boris Dittrich, attivista, politico e scrittore olandese
- 21 luglio - Dan Malloy, politico statunitense
- 21 luglio - Taco, cantante olandese
- 21 luglio - Véronique Tadjo, scrittrice e poetessa ivoriana
- 21 luglio - Béla Tarr, regista e sceneggiatore ungherese
- 22 luglio - Mauro Cardi, compositore italiano
- 22 luglio - Filippo Ceccarelli, giornalista e scrittore italiano
- 22 luglio - Willem Dafoe, attore statunitense
- 22 luglio - Arnold Davidson, filosofo statunitense
- 22 luglio - Valter Girardelli, ammiraglio italiano
- 22 luglio - Elena Pontiggia, critica d'arte e storica dell'arte italiana
- 22 luglio - Juanjo Puigcorbé, attore spagnolo
- 22 luglio - Manuela Wiesler, flautista austriaca († 2006)
- 23 luglio - Faustino Armendáriz Jiménez, arcivescovo cattolico messicano
- 23 luglio - Fulvio Ervas, scrittore italiano
- 23 luglio - Claude Fior, progettista francese († 2001)
- 23 luglio - Nieves García, scacchista spagnola
- 23 luglio - Bruno Mancuso, politico italiano
- 23 luglio - Brendan O'Callaghan, ex calciatore irlandese
- 24 luglio - Anna Maria Carloni, ex politica italiana
- 24 luglio - Gary Clively, ex ciclista su strada australiano
- 24 luglio - Sten Feldreich, ex cestista svedese
- 24 luglio - Giampaolo Rupil, ex fondista italiano
- 24 luglio - Nicoletta Spagnoli, imprenditrice italiana
- 24 luglio - Hideyuki Umezu, doppiatore giapponese († 2024)
- 25 luglio - Annagloria, cantante italiana
- 25 luglio - Debra Austin, ex ballerina statunitense
- 25 luglio - Alessandro Capone, regista e sceneggiatore italiano
- 25 luglio - Jem Finer, suonatore di banjo e polistrumentista britannico
- 25 luglio - Iman, supermodella e attrice somala
- 25 luglio - Maurizio Leo, politico italiano
- 25 luglio - Carlo Piterà, pittore italiano
- 25 luglio - John Shoffner, imprenditore, pilota automobilistico e ex astronauta statunitense
- 25 luglio - Michele Suozzo, conduttore radiofonico, critico musicale e musicologo italiano
- 25 luglio - Marjan Turnšek, arcivescovo cattolico sloveno
- 25 luglio - Skip Wise, ex cestista statunitense
- 26 luglio - Rita Easterling, ex cestista e allenatrice di pallacanestro statunitense
- 26 luglio - Aleksandrs Starkovs, ex calciatore e allenatore di calcio lettone
- 26 luglio - Rolf Strittmatter, bobbista svizzero
- 26 luglio - Václav Vochoska, ex canottiere cecoslovacco
- 26 luglio - Matthias Warnig, imprenditore e manager tedesco
- 26 luglio - Asif Ali Zardari, politico pakistano
- 27 luglio - József Balla, lottatore ungherese († 2003)
- 27 luglio - Thomas Bauer, imprenditore e dirigente d'azienda tedesco
- 27 luglio - Ronald Braunstein, compositore, direttore d'orchestra e pianista statunitense
- 27 luglio - Randy Cleek, pilota motociclistico statunitense († 1977)
- 27 luglio - Csaba Gaspar, ex schermidore argentino
- 27 luglio - Carmelo Musumeci, scrittore e criminale italiano
- 27 luglio - Bobby Rondinelli, batterista statunitense
- 27 luglio - Roger Guenveur Smith, attore e regista statunitense
- 27 luglio - Peter Ward, ex calciatore inglese
- 27 luglio - Mariano Hugo di Windisch-Graetz, principe e diplomatico austriaco
- 28 luglio - Vasile Andrei, ex lottatore rumeno
- 28 luglio - Licia Apostoli, ex cestista italiana
- 28 luglio - Franco Di Mare, giornalista, conduttore televisivo e scrittore italiano († 2024)
- 28 luglio - Wicky Hassan, stilista e imprenditore libico († 2011)
- 28 luglio - Anneline Kriel, modella e attrice sudafricana
- 28 luglio - Kees Limmen, ex cestista olandese
- 28 luglio - Gerald Veasley, bassista statunitense
- 28 luglio - Chris Vella, ex calciatore maltese
- 29 luglio - Jean-Hugues Anglade, attore, regista e sceneggiatore francese
- 29 luglio - Mohammad Barakeh, politico palestinese
- 29 luglio - Jean-Luc Ettori, ex calciatore e allenatore di calcio francese
- 29 luglio - Michael Frendo, politico e avvocato maltese
- 29 luglio - Renzo Marangon, politico italiano
- 29 luglio - Guillermo Navarro, regista e direttore della fotografia messicano
- 29 luglio - Tommy Prim, ex ciclista su strada svedese
- 29 luglio - Andrea Sardos Albertini, pallavolista italiano
- 29 luglio - Nenad Starovlah, allenatore di calcio e ex calciatore jugoslavo
- 29 luglio - Dave Stevens, fumettista e illustratore statunitense († 2008)
- 30 luglio - Rat Scabies, batterista britannico
- 30 luglio - Fabrizio Salvatori, dirigente sportivo e ex calciatore italiano
- 30 luglio - Andrew Strominger, fisico statunitense
- 30 luglio - Christopher Warren-Green, violinista e direttore d'orchestra britannico
- 31 luglio - Lars Bastrup, ex calciatore danese
- 31 luglio - Mykola Fedorenko, ex calciatore e allenatore di calcio sovietico
- 31 luglio - Anna Pietrina Murrighile, politica italiana
- 31 luglio - Mihovil Nakić, ex cestista, allenatore di pallacanestro e dirigente sportivo jugoslavo
- 31 luglio - Lena Olovsson, ex calciatrice svedese
- 31 luglio - Jakie Quartz, cantautrice francese
- 31 luglio - Jim Walton, attore statunitense